# Немийоки
Немийоки — река в России и Финляндии, протекает по Муезерскому району Карелии.
Исток реки — озеро Палонен в Финляндии, недалеко от российско-финляндской границы. Протекает через озёра Верхнее и Нижнее Люлю, Немиярви, Шулаярви, Петилампи, Пукшалампи. Устье реки находится в 1,4 км по правому берегу реки Мурдойоки. Длина реки составляет 25 км, площадь водосборного бассейна 145 км².

## Данные водного реестра
По данным государственного водного реестра России относится к Балтийскому бассейновому округу, водохозяйственный участок реки — Реки Карелии бассейна Балтийского моря на границе РФ с Финляндией, включая оз. Лексозеро. Относится к речному бассейну реки Реки Карелии бассейна Балтийского моря.
Код объекта в государственном водном реестре — 01050000112102000010020.